# مايك هوفر
مايك هوفر (بالإنجليزية: Mike Hoover)‏ هو متسلق الجبال أمريكي، ولد في 1944.

## وصلات خارجية
- مايك هوفر على موقع IMDb (الإنجليزية)
- مايك هوفر على موقع قاعدة بيانات الفيلم (الإنجليزية)